# April Flores
April Flores (* 30. dubna 1976, okres Los Angeles) je americká pornoherečka a modelka.

## Mládí
Podle vlastního prohlášení pochází z hluboce věřící rodiny. Po otci je ekvádorsko-amerického původu a mexicko-amerického původu po matce, sama se nazývá Mexidorian. V dětství si přála být plastickým chirurgem, jednoduše proto, že vydělávají spoustu peněz. Od mládí bojovala s nadváhou a přála si být štíhlá, ale když na střední škole zhubla, zjistila že život „je pořád stejný“, a proto se s myšlenkou rozloučila.

## Kariéra modelky a filmová kariéra
Kariéru modelky začala erotickými fotografiemi pro časopisy věnované BBW modelkám: Bizarre, Juggs a Big Butt Magazine (tady se objevila na titulní stránce dokonce dvakrát).
V roce 2001 začala spolupracovat s fotografem Carlosem Battsem, za kterého se později vdala. S ním nakonec přešla od fotografií k amatérským filmům. Ve stejné chvíli se jednou z jeho modelek stala Belladonna. Belladonna a Flores se začaly objevovat na fotografiích společně a společně se objevily ve filmu Evil Pink 2, který se stal Floresinou první sexuální filmovou scénou, rovněž první sexuální zkušeností, neboť ve filmu ztratila s Belladonou panenství. Nehledě na to, sama Flores považuje Alter Ego za její první film. Také se považuje spíše za „erotickou umělkyni“ než za pornohvězdu.

## Soukromí
Flores se cítí být bisexuálkou a pornografickou kariéru zahájila v dívčích scénách, avšak později nebyla tak vybíravá. Vdala se za Carlose Battse a zmiňuje Jeana Val Jeana jako nejoblíbenější pornohvězdu, se kterou spolupracovala. Také přiznala, že rezavá barva vlasů není její vlastní.